# Список председателей Хукуматов Таджикистана
Председатель Хукумата (тадж. Раиси ҳукумат) — глава местного исполнительного органа власти в Таджикистане. Список председателей Хукуматов Таджикистана со второй половины 1991 года, то есть со времени ликвидации исполкомов и введения должностей глав администраций областей.

## Горно-Бадахшанская автономная область
1. Ниезмамадов Алимамад Ниезмамадович (12.1994 — 25.11.2006)[1][2]
2. Кодири Косим (19.02.2007 — 20.11.2013)[3][4]
3. Джамшедов, Шодихон Азатхонович (20.11.2013 —)[5][6]

## Душанбе
1. Мирзоев, Мирзотемур (1992)
2. Мансуров, Джамолиддин (1992—1994)
3. Поносов, Юрий Филимонович (1994—1996)
4. Убайдуллоев, Махмадсаид Убайдуллоевич (тадж. Маҳмадсаид Убайдуллоев)[7] (1996 — 12.01.2017)
5. Эмомали, Рустам[8] (с 12.01.2017)

## Согдийская область
1. Хамидов, Абдуджалил Мадаминович (1995 — 2 февраля 1996)
2. Касымов, Касим Рахбарович (2 февраля 1996 — декабрь 2006)
3. Расулзада, Кохир (27 февраля 2007 — 23 ноября 2013)
4. Абдурахмон Кодири (тадж. Абдураҳмон Қодирӣ)[9] (23 ноября 2013 — январь 2018)[10][11]
5. Раджаббой Ахмадзода (с 13 января 2018)[12]

## Хатлонская область
1. Миралиев, Амиршо(май 2001 — 4 декабря 2006)[13]
2. Авзалов, Гайбулло Саидович (27 февраля 2007 — 26 марта 2014)[14]
3. Гулмахмадов, Давлатшо Курбоналиевич (тадж. Гулмаҳмадов Давлатшо Қурбоналиевич)[15] (и. о. главы хукумата области: 27 ноября 2013 — 26 марта 2014), (26 марта 2014 —)

## Крупные города
Крупные города с населением более 100 тыс. человек.

### Худжанд
- Ахмадзода, Радджаббой[16] — (1 апреля 2016)
- Шарифзода, Шариф Файз (1 апреля 2016 — 31.03.2017)[17]
- Мухаммадзода, Маъруф (с 31.03.2017)[18]

### Куляб
- Зардиев, Абдуджаббар (2003—19 декабря 2006)[19]
- Рахмонзода, Абдулгафор — (3 февраля 2015)[20]
- Амонулло, Хайрулло (с 3 февраля 2015)[21]

### Бохтар
- Самиев (Сами) Шарифхон Хамидович (с января 2010)[22]
- Абдуаллим Исмоилзода (с 30 мая 2017)[23]